# Xu Shuzheng
Xu Shuzheng (en chino tradicional, 徐树铮; en chino simplificado, 徐树铮; Wade-Giles, Hsu Shu-Chen; 11 de noviembre de 1880-29 de diciembre de 1925) fue un caudillo militar de la época de los caudillos militares en China, a comienzos de la república. Mano derecha y subordinado del dirigente de la camarilla de Anhui Duan Qirui, fue uno de sus miembros más destacados, principal militar de la misma.

## Comienzos
Xu nació en Jiangsu, de familia de funcionarios, en 1880. Fue una de las personas más jóvenes en aprobar los exámenes imperiales para acceder a la administración.
En 1905 fue aceptado en la Escuela Japonesa de Oficiales del Ejército de Tierra y cursó sus estudios militares en Japón; regresó a China en 1910.
Entre 1911 y 1917 sirvió en el Primer Ejército con diversos cargos en el Estado Mayor, como jefe del Departamento de Logística, jefe adjunto de las fuerzas terrestres, jefe de las fuerzas de tierra, etc.
En 1914 fundó una escuela secundaria llamada Escuela Secundaria Cheng Da, precursora de la Escuela Superior de la Universidad Capital Normal.

## En la camarilla de Anhui
En 1918, Xu ayudó a fundar junto con Wang Yitang el Club Anhui, brazo político de la camarilla de Anhui que reunía a los partidarios de Duan Qirui y que en 1918 ganó las tres cuartas partes de los escaños en la Asamblea Nacional gracias a la alianza de Duan con la mayoría de los caudillos provinciales, que controlaron la elección de parlamentarios. El dinero para financiar el partido provenía de fondos obtenidos por Xu. Aunque no está claro el origen de estos fondos, se sabe que desvió partidas del ejército de Fengtian, controlado por Zhang Zuolin y del que era lugarteniente, lo que llevó a su relevo en agosto de 1918.
Más tarde ese mismo año, Xu ejecutó a Lu Jianzhang después de descubrir que Lu estaba tratando de persuadir a Feng Yuxiang, sobrino de Lu, de enfrentarse a la camarilla de Anhui. Esto llevaría más tarde al asesinato de Xu en 1925.
En el verano de 1918 ofreció la vicepresidencia a Cao Kun, gobernador militar de Shandong, si conseguía la sumisión de las provincias rebeldes del sur, lo que debía otorgar a su jefe Duan Qirui el prestigio suficiente para alzarse con la presidencia del país, sin éxito.

### Al mando del Ejército de Defensa de la Frontera del Noroeste
En 1919, Xu asumió el mando del Ejército de Defensa de la Frontera Noroeste (Wade-Giles, Hsi-pei pien-fang chün). El ejército era en realidad el antiguo Ejército de Participación en la Guerra que Duan había reclutado con los préstamos de Japón para crear una unidad preparada para participar en la Primera Guerra Mundial y que había convertido en una fuerza leal a su persona. El 24 de junio de 1919 el ejército recibió su nuevo nombre. Xu, desde su puesto al mando de la principal unidad militar de Duan, abogaba por el enfrentamiento militar con los adversarios de Duan para conseguir de esta manera el control del norte del país.

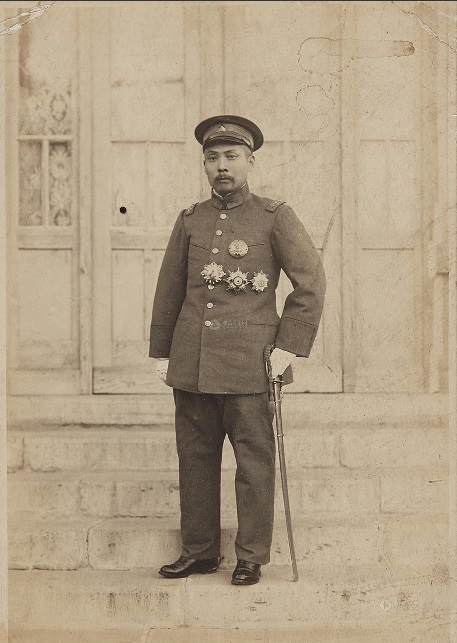
Duan Qirui, fundador y dirigente de la camarilla de Anhui, de la que Xu era su principal jefe militar y para el que ayudó a fundar su partido político, el Club Anhui.

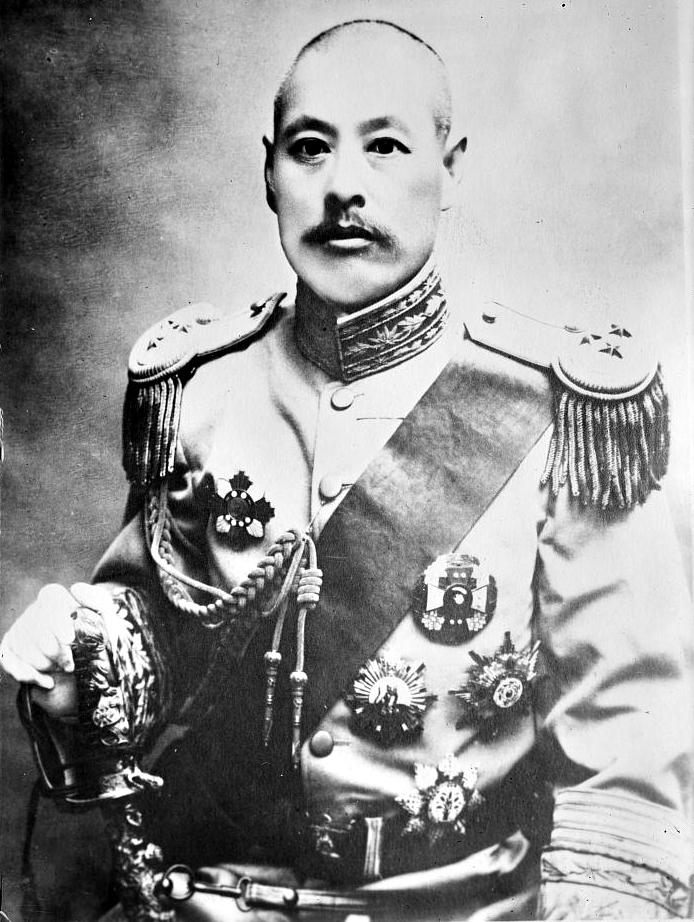
Wu Peifu, principal estratega de la camarilla de Zhili, rival de la camarilla de Anhui a la que pertenecía Xu, le derrotó durante los cortos combates de la Guerra Zhili-Anhui, poniendo fin a su periodo de poder militar en el noroeste de China.

Xu aprovechó la confusa situación en Mongolia, que se había independizado en 1911, y en la que el declive de la influencia rusa por la guerra civil y la infiltración de Japón y del Dalái lama hacían que algunos notables deseasen la ayuda de China, para invadirla en octubre. El 22 de noviembre de 1919 obligó a Mongolia Exterior a retirar su declaración de independencia, recuperando el control de la región temporalmente. Xu fue nombrado comisionado de la frontera noroeste, merced a lo cual controló Mongolia en la práctica. Los territorios bajo su autoridad lindaban con los de los adversarios de Duan Cao Kun y Zhang Zuolin, que vieron su expansión en el noroeste como una amenaza a su poder. Para contrarrestar el poder creciente de Xu, Cao y Zhang decidieron apoyar a Jin Yunpeng, miembro también de la camarilla de Anhui, pero rival de aquel. El enfrentamiento entre ambos, en el que Jin se apoyó en notables ajenos a la camarilla mientras que Xu recibía el respaldo principal de los parlamentarios de esta, se agudizó en el invierno de 1919.
Las crisis gubernamentales con Jin al frente del gabinete en el invierno de 1919-1920 precipitaron finalmente el enfrentamiento entre Duan Qirui y sus adversarios en la primavera de 1920, en las que Xu llevó el peso de los combates por el bando de Duan.
En mayo Duan ordenó a Xu acercar sus tropas a la capital. A finales de junio los adversarios de Duan le exigieron la destitución de Xu como mariscal del Ejército de la Frontera Noroeste y comisionado de la frontera, a lo que se negó.
El 5 de julio de 1920, tras la mediación frustrada del presidente Xu Shichang a través de Zhang Zuolin, Duan ordenó a Xu avanzar contra las formaciones de la camarilla de Zhili desplegadas al sur de Pekín. En los combates librados entre el 14 y el 18 de junio las tropas de Xu fueron derrotadas por sus adversarias de Zhili, principalmente a lo largo del ferrocarril Pekín-Hankou.

## Retiro
En 1920, después de la derrota de Duan a manos de sus rivales de la camarilla de Zhili, Xu perdió su puesto y su ejército fue disuelto. Fue sustituido en Mongolia por Chen Yi y la región se independizó de nuevo en 1921.
Se vio obligado a refugiarse en la embajada de Japón y fue declarado proscrito junto con otros destacados partidarios de Duan. La camarilla de este quedó muy debilitada.
En la década de 1920, Xu fue enviado a Italia como parte de una misión diplomática china, con el objeto de alejarlo del país. En 1924, regresó a China después del retorno de Duan como presidente ejecutivo, tras la derrota de sus rivales de la camarilla de Zhili a manos de la camarilla de Fengtian, que había logrado la deserción de Feng Yuxiang.
En diciembre de 1925, cuando viajaba de Pekín a Shanghái en tren, Xu fue secuestrado por Zhang Zhijiang, miembro de las fuerzas de Feng Yuxiang. Fue asesinado en la madrugada del día siguiente por Feng como venganza por el asesinato de Lu Jianzhang. Esto privó a Duan de un partidario poderoso. Xu tenía 45 años de edad.

## Vida privada
Xu tenía una esposa y cuatro concubinas. La esposa de Xu, Xia Hongjun (en chino, 夏红筠, también llamada Xia Xuan (en chino, 夏 萱), murió en Suzhou (provincia de Jiangsu) en 1955. Tuvieron 4 hijos y 2 hijas. El primer hijo, Hsu Shen-chiao (en chino, 徐 审 交; pinyin, Xu Shenjiao), y el tercero, Hsu Dau-lin (en chino, 徐 道 邻; pinyin, Xu Daolin), participaron en la política de la República de China. Hsu Dau-lin, escribió una biografía, publicada en chino en 1962, titulada La vida del general Hsu Shu-Tseng. La hija mayor, Hsu Ying Li (en chino, 徐 樱; pinyin, Xu Ying), también llamada Xu Yinghuan (en chino, 徐 樱 环), escribió una biografía de su madre y se casó con el lingüista Fang-Kuei Li. Los otros tres vástagos murieron en la infancia.
Las cuatro concubinas fueron Shen Dinglan (en chino, 沉 定 兰), Shen Shupei (en chino, 沈淑佩, hermana menor de Shen Dinglan), Wang Huicheng (en chino, 王慧 珵), y Ping Fangchun (en chino, 平 芳 春). Xu tuvo dos hijas (Xu Pei (en chino, 徐佩) y Lan Xu (en chino, 徐 兰)) con Shen Shupei, y dos hijas (Xu Mei (en chino, 徐 美) y Xu Hui (en chino, 徐慧)) con Wang Huicheng.